# Stadio FK Krasnodar
Lo stadio FK Krasnodar (in russo Стадион ФК «Краснодар»?) è un impianto sportivo di Krasnodar, in Russia. Usato principalmente per le gare casalinghe del Krasnodar, ha una capienza di 34 291 posti a sedere.

## Storia
La costruzione dello stadio, costato 200 milioni di euro, iniziò nel maggio 2013 e si concluse nel settembre 2016. I lavori preparatori per la costruzione dello stadio cominciarono nel 2011. Il progetto dell'impianto è opera dello studio di architettura Speech, che ha agito insieme ad Architekten von Gerkan e Marg und Partner (Germania). Il design degli interni dello stadio è stato sviluppato dallo studio di Maxim Rymar. La costruzione dello stadio cominciò nel maggio 2013 ad opera della società turca Esta Construction.
La prima partita disputata nello stadio fu l'amichevole tra Russia e Costa Rica del 9 ottobre 2016, vinta per 3-4 dai costaricani (il primo gol nello stadio fu segnato da Rándall Azofeifa). Il Krasnodar esordì nello stadio giocando il 20 ottobre 2016 contro lo Schalke 04 un match di Europa League. 
Lo stadio ha ospitato varie partite ufficiali e amichevoli della nazionale russa, oltre a un'amichevole tra Argentina e Nigeria terminata 4-2 per gli africani il 17 novembre 2017. 

## Struttura
La facciata è realizzata in travertino italiano. Le tribune dello stadio sono completamente situate sotto il tetto. L'arena è esclusivamente usata per il calcio, data l'assenza di piste di atletica, che permettono al pubblico di essere il più possibile vicino al campo. Vicino allo stadio sorge un parco di circa 17 ettari. L'impianto è dotato di un parcheggio per 3 000 auto, che il club utilizza durante le partite. Nei giorni in cui non è usato per le partite, il parcheggio ospita i mezzi dei residenti del microdistretto orientale della città di Kruglikovskij. Lo stadio si distingue per il fatto che non ha un tabellone segnapunti ufficiale: le informazioni sulla partita vengono visualizzate su uno schermo 3D che si prolunga sulla parte superiore dello stadio, lungo le tribune. La superficie totale dello stadio è di 4 700 m².
Nell'ottobre 2017 è stato aperto al pubblico il parco cittadino di Krasnodar, situato vicino allo stadio. Il nuovo stadio e il parco formano un insieme architettonico, nella cui decorazione sono usati gli stessi materiali da costruzione. L'espansione del parco continua e la costruzione della terza fase è tuttora in corso.